# Les Gueux (Jacques Callot)
Les Gueux est une série de vingt-cinq estampes réalisée par Jacques Callot et publiée à Nancy en 1622 ou 1623.

## Description

### Description générale
La série représente des gueux ou mendiants d'Italie, dans diverses situations. Callot montre la condition humaine des malheureux : leur fatigue, leur souffrance, leur envie, leur colère, en mettant l'accent sur leur physionomie. Seules deux planches ont un arrière-plan — Les deux pèlerins, qui sont aussi les seules à être agrémentées d'une description —, et le sujet est en général composé d'un mendiant isolé, sauf trois plaques, dont deux contiennent deux personnages et l'autre en contient trois.
La série Les Gueux est constituée de vingt-cinq eaux-fortes (dont un frontispice de 145 × 93 mm). Les dimensions des estampes sont très similaires — à l'exception de l'estampe no 3 (Les deux pèlerins), un peu plus haute (144 × 89 mm), et qui ne semble pas avoir fait partie de la série originale des gueux — avec une hauteur comprise entre 137 et 139 mm et une largeur entre 86 et 91 mm.
Toutes les planches existent en deux états. De ces deuxièmes états, deux tirages ont été réalisés, le premier étant identifiable grâce au filigrane du chiffre de Charles IV de Lorraine (double « C » couronné et traversé de la croix de Lorraine),.
Les estampes ne sont pas chiffrées par l'auteur ou l'éditeur, mais Fagnani les a numérotées de 2 à 25 (la no 1 étant le frontispice), à l'angle inférieur gauche.

### Les vingt-cinq planches

Les vingt-cinq estampes de la série des Gueux
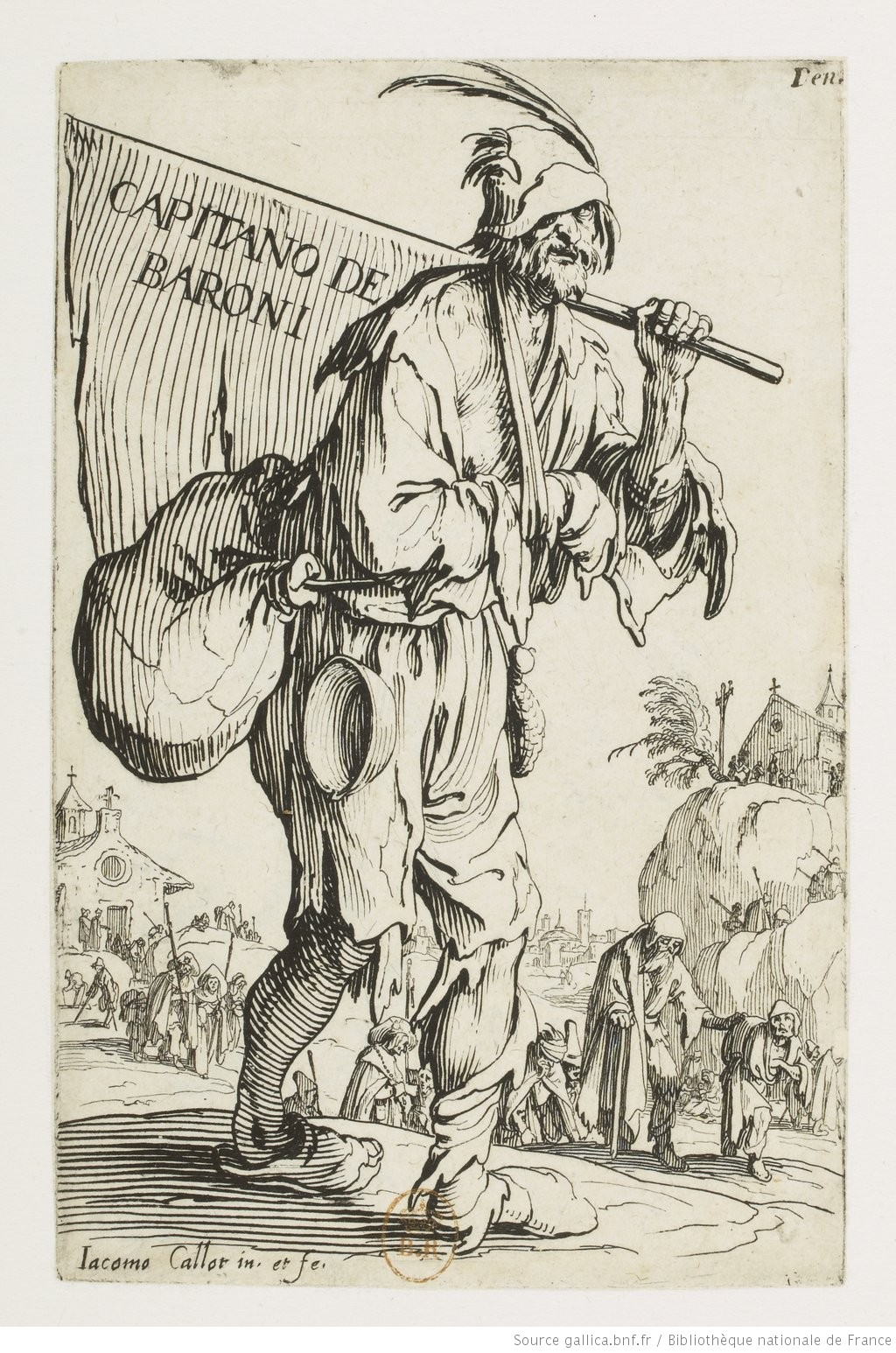
Frontispice
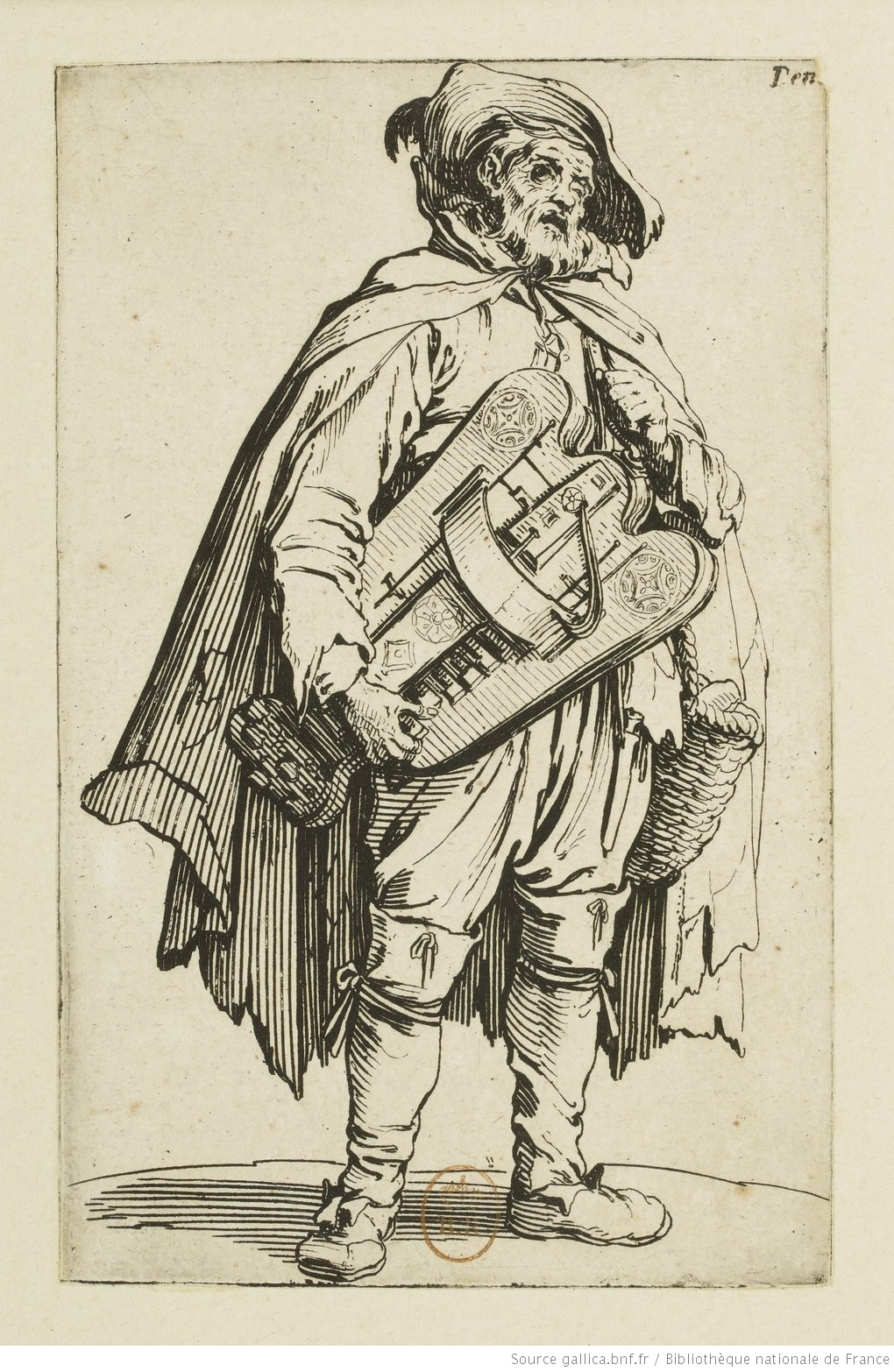
no 2 : Le joueur de vielle
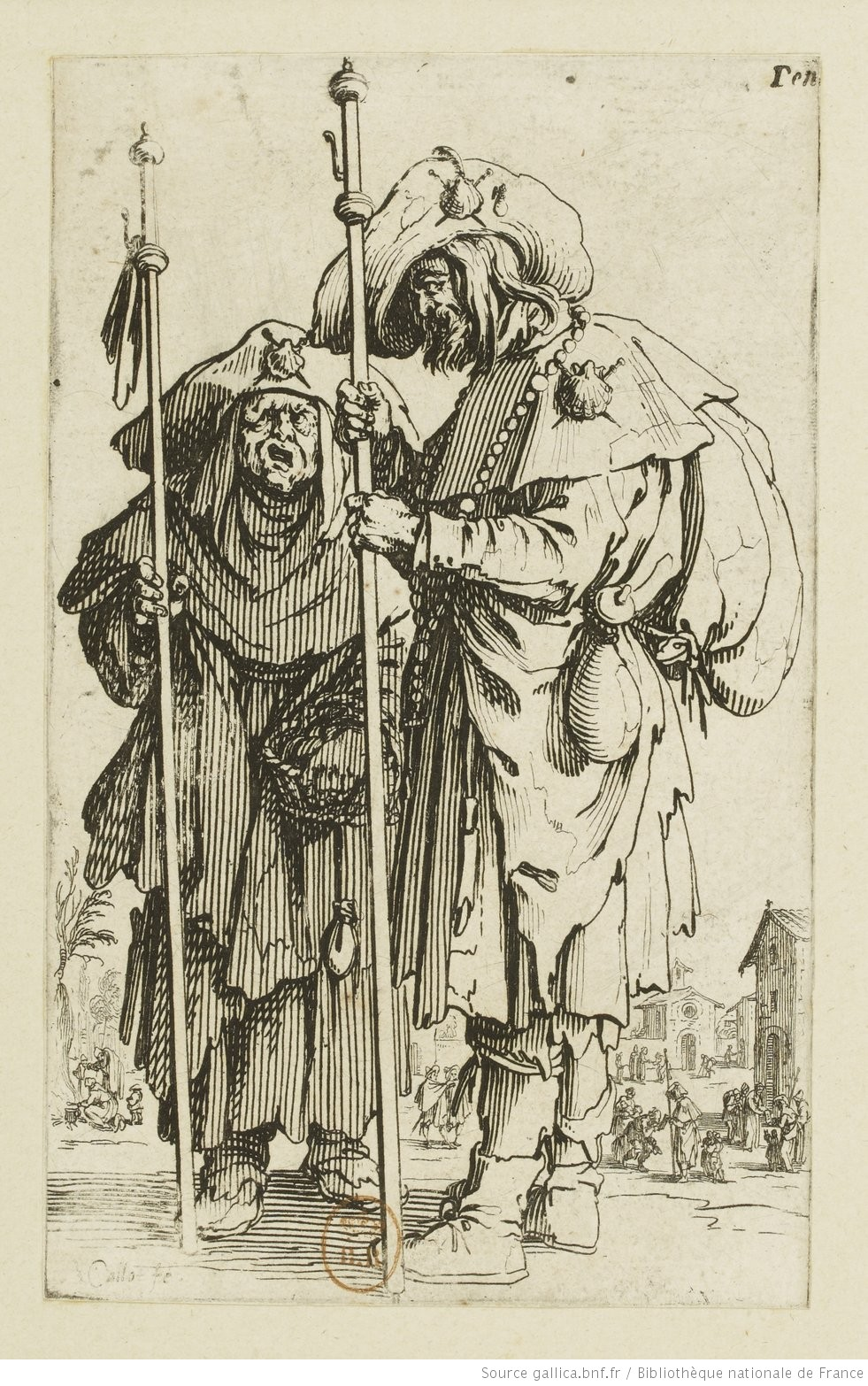
no 3 : Les deux pèlerins
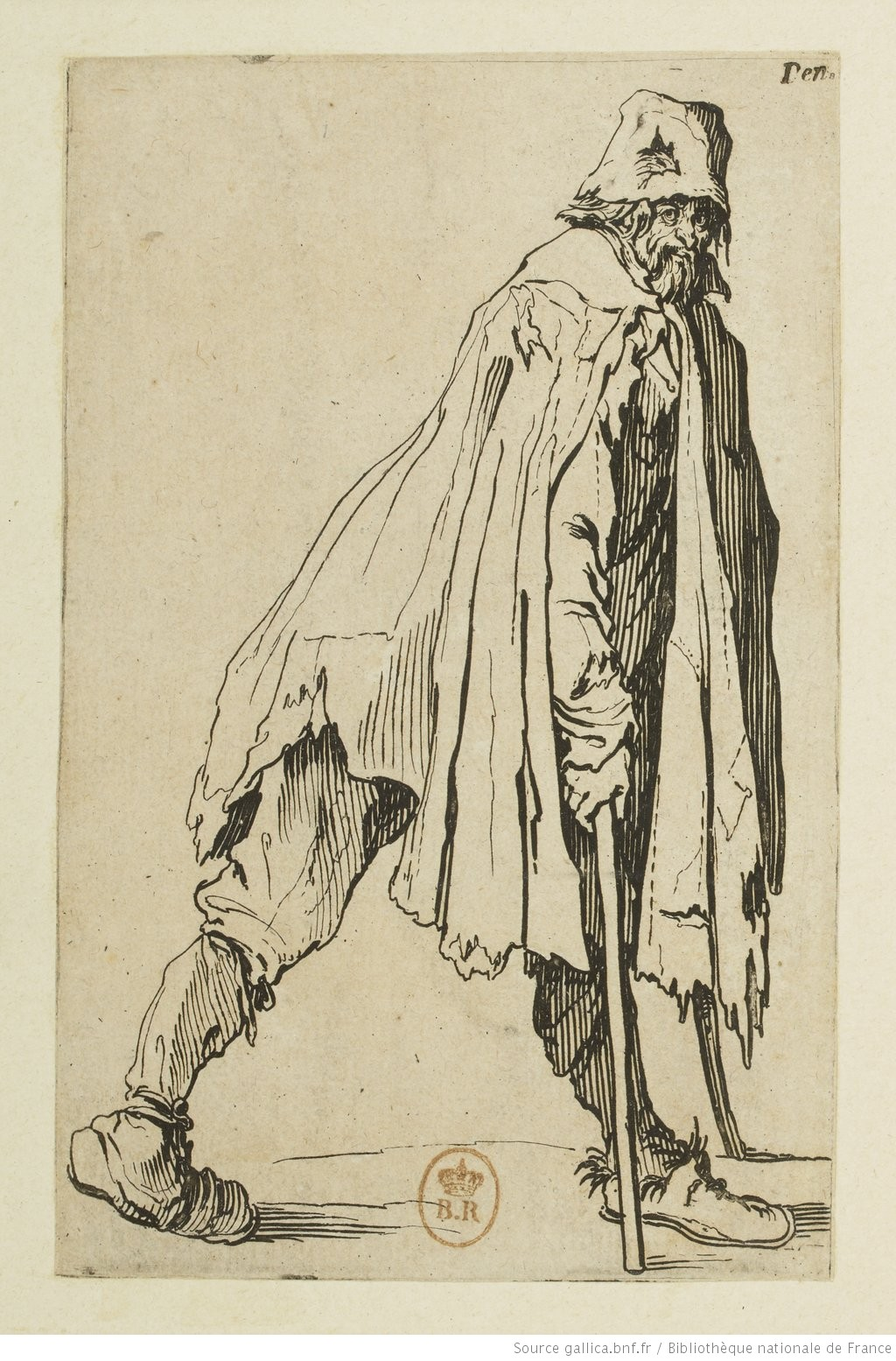
no 4 : Le mendiant aux béquilles coiffé d'un bonnet
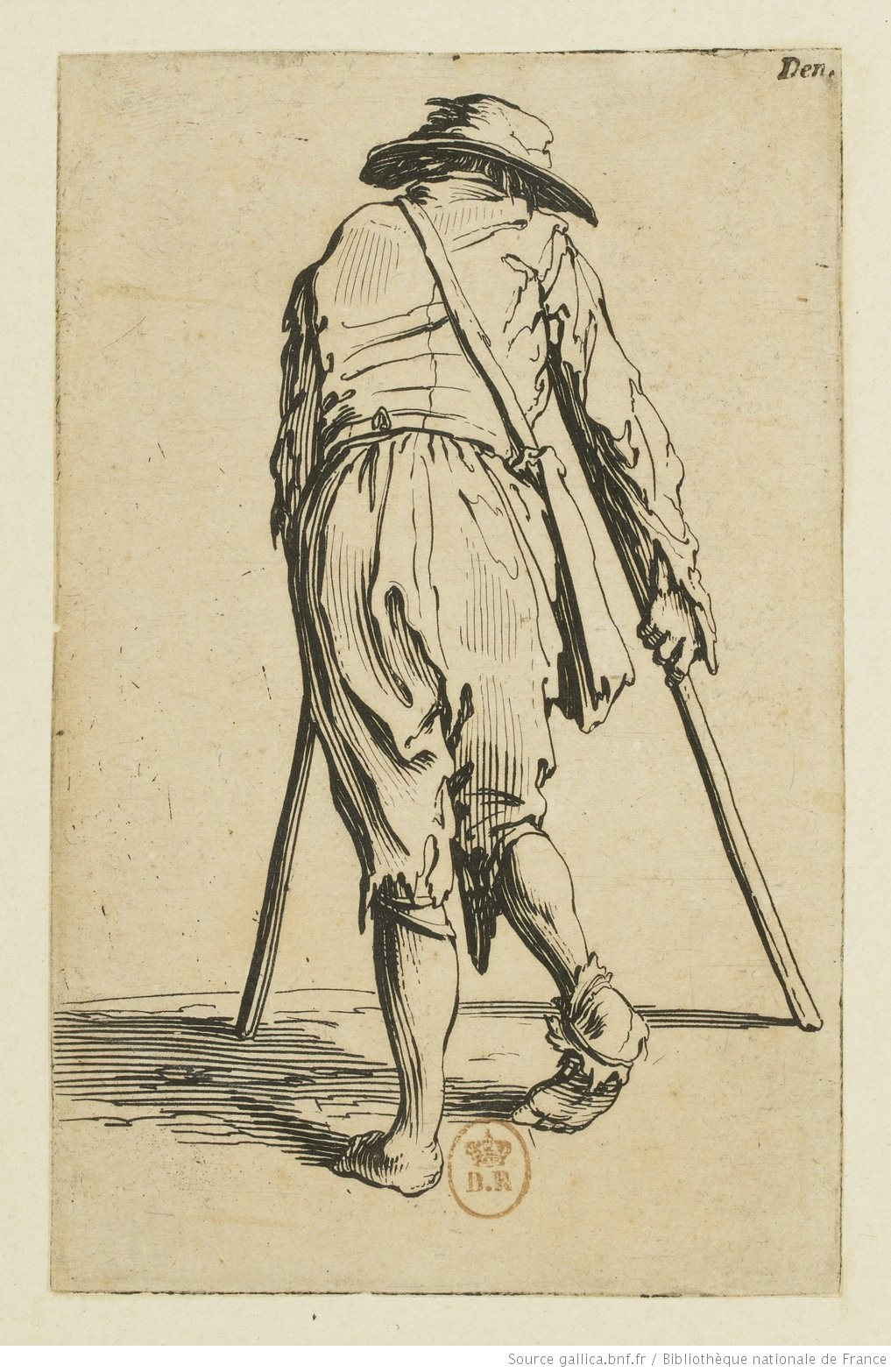
no 5 : Le mendiant aux béquilles coiffé d'un chapeau et vu de dos
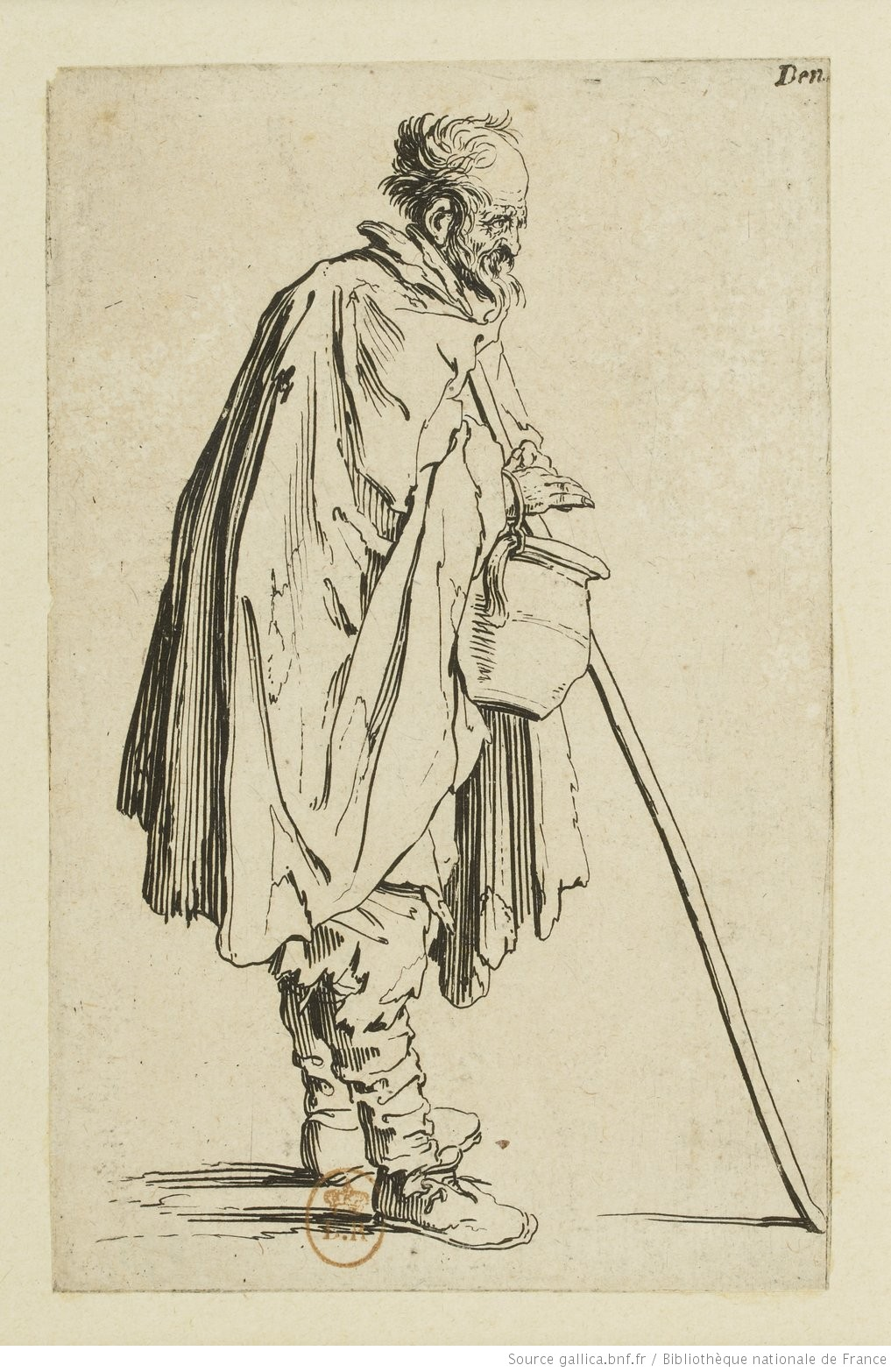
no 6 : Le mendiant au couvet
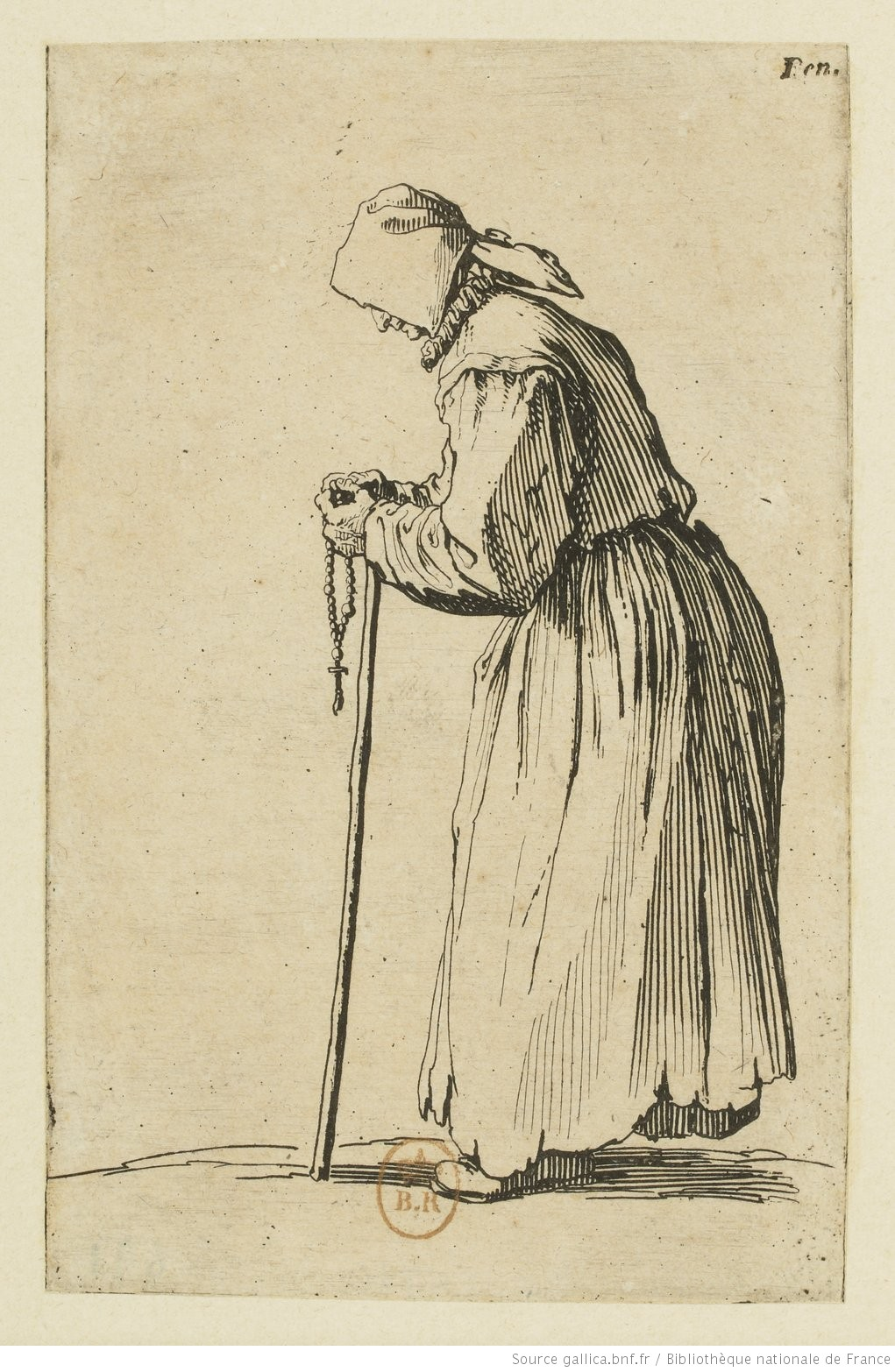
no 7 : La mendiante au rosaire
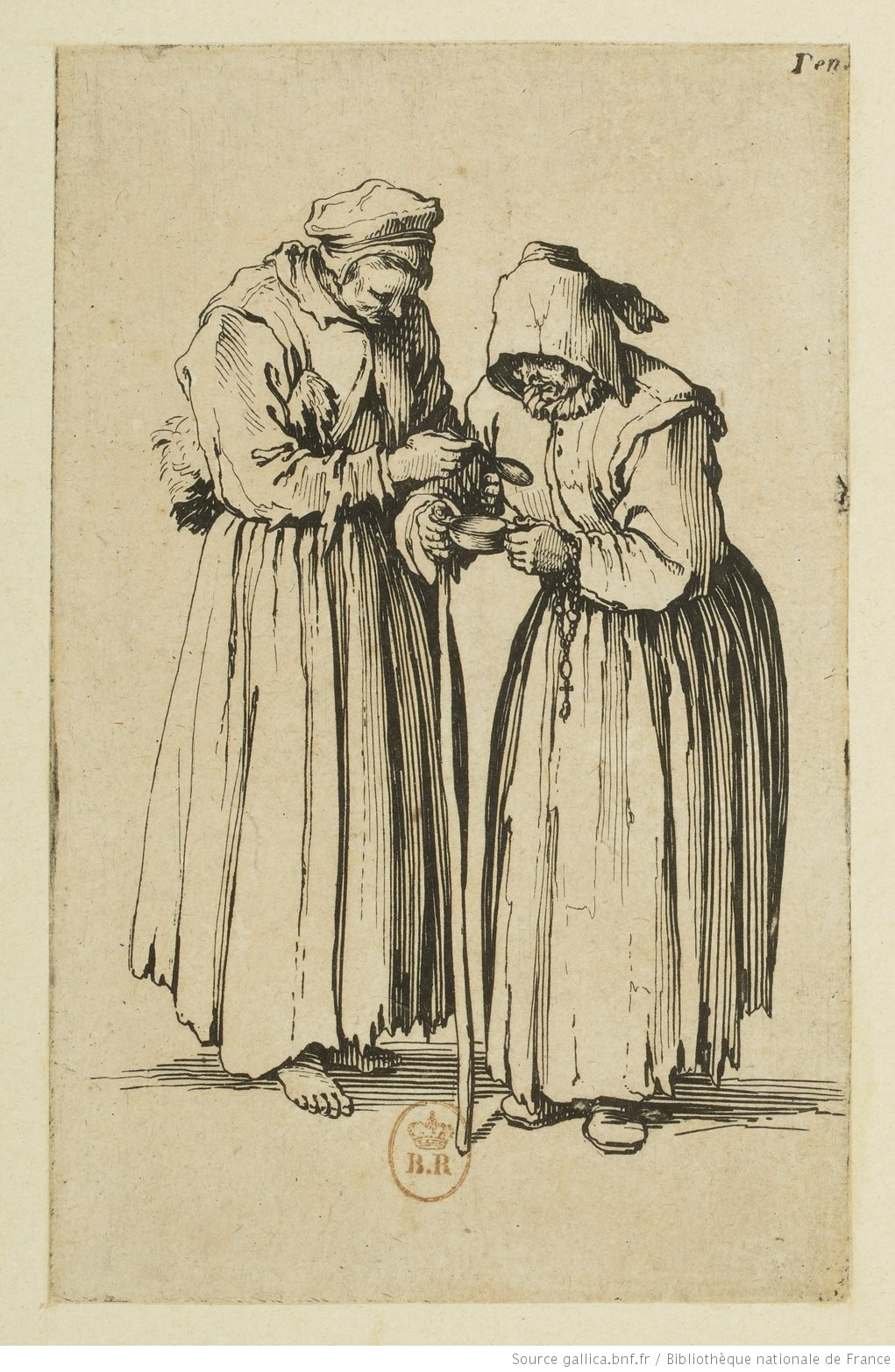
no 8 : Les deux mendiantes
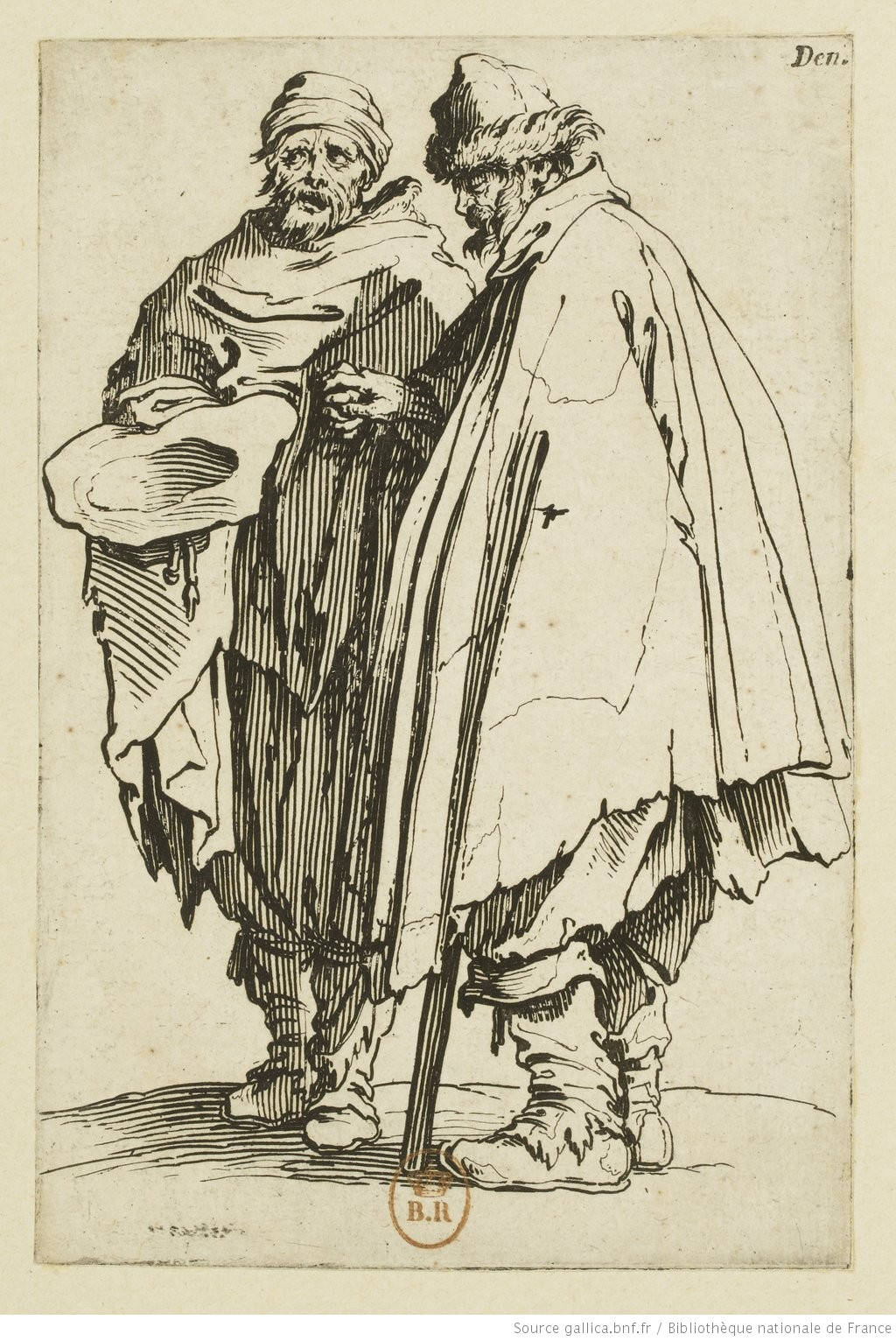
no 9 : L'aveugle et son compagnon
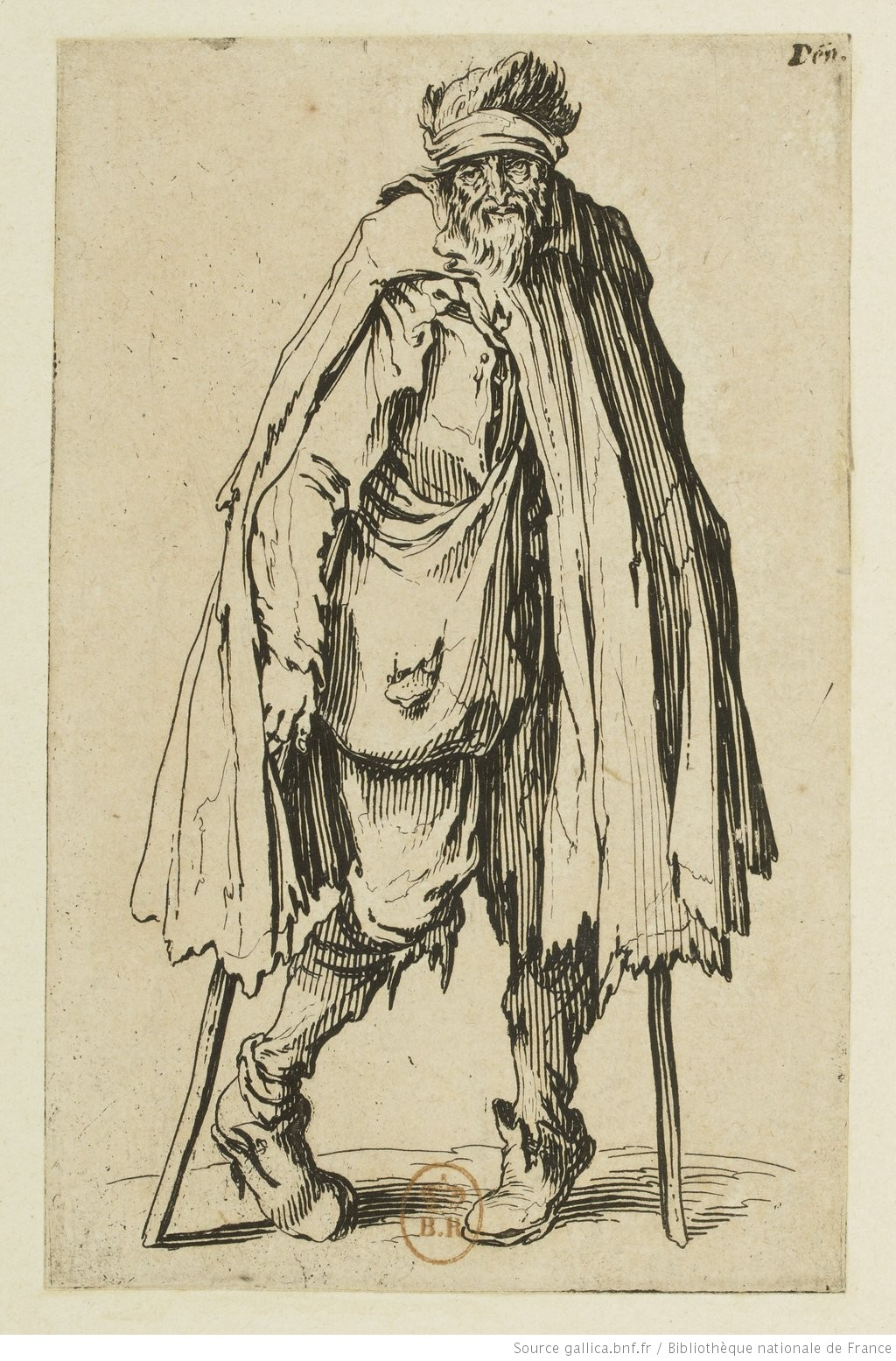
no 10 : Le mendiant aux béquilles et à la besace
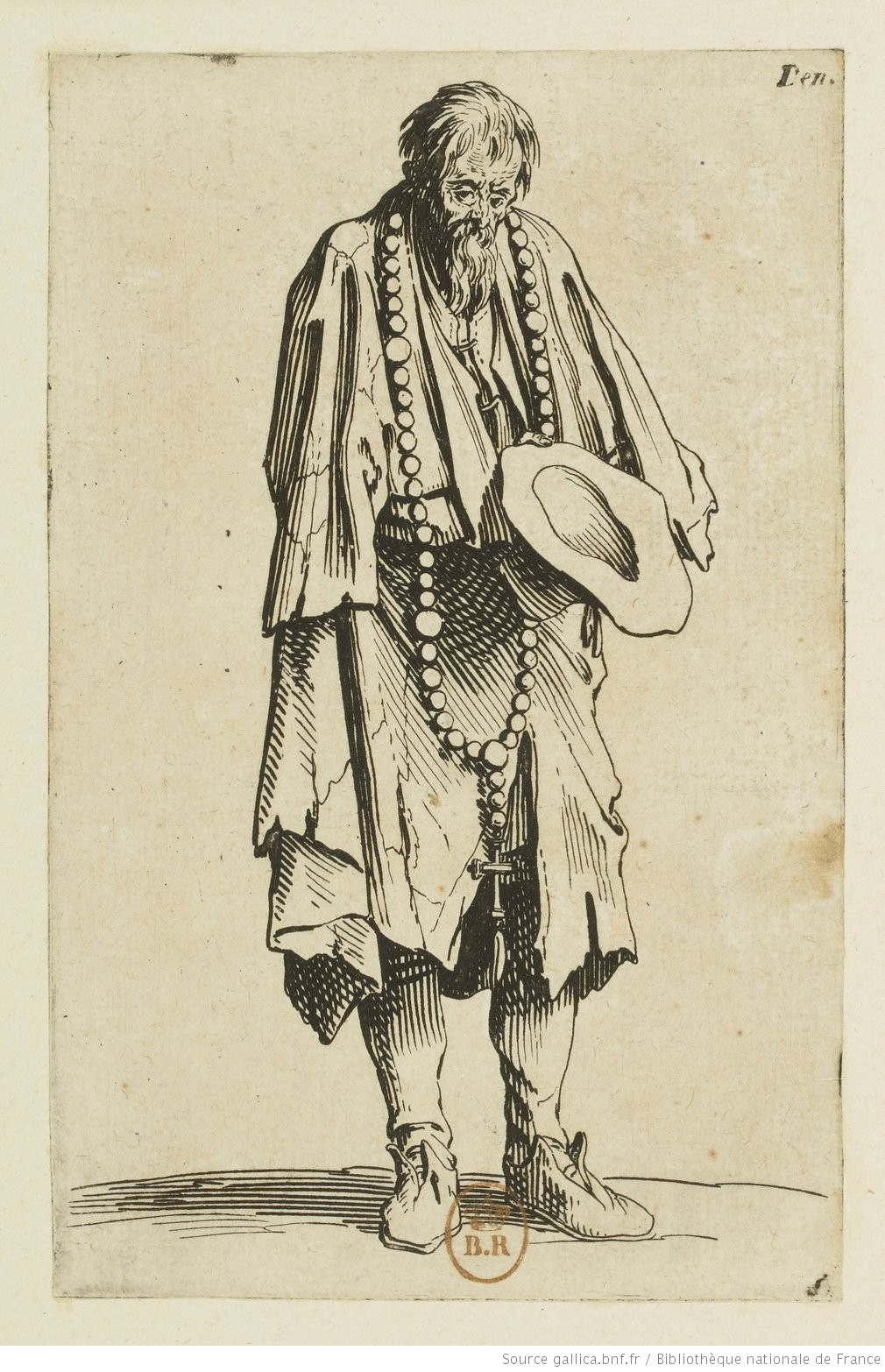
no 11 : Le mendiant au rosaire
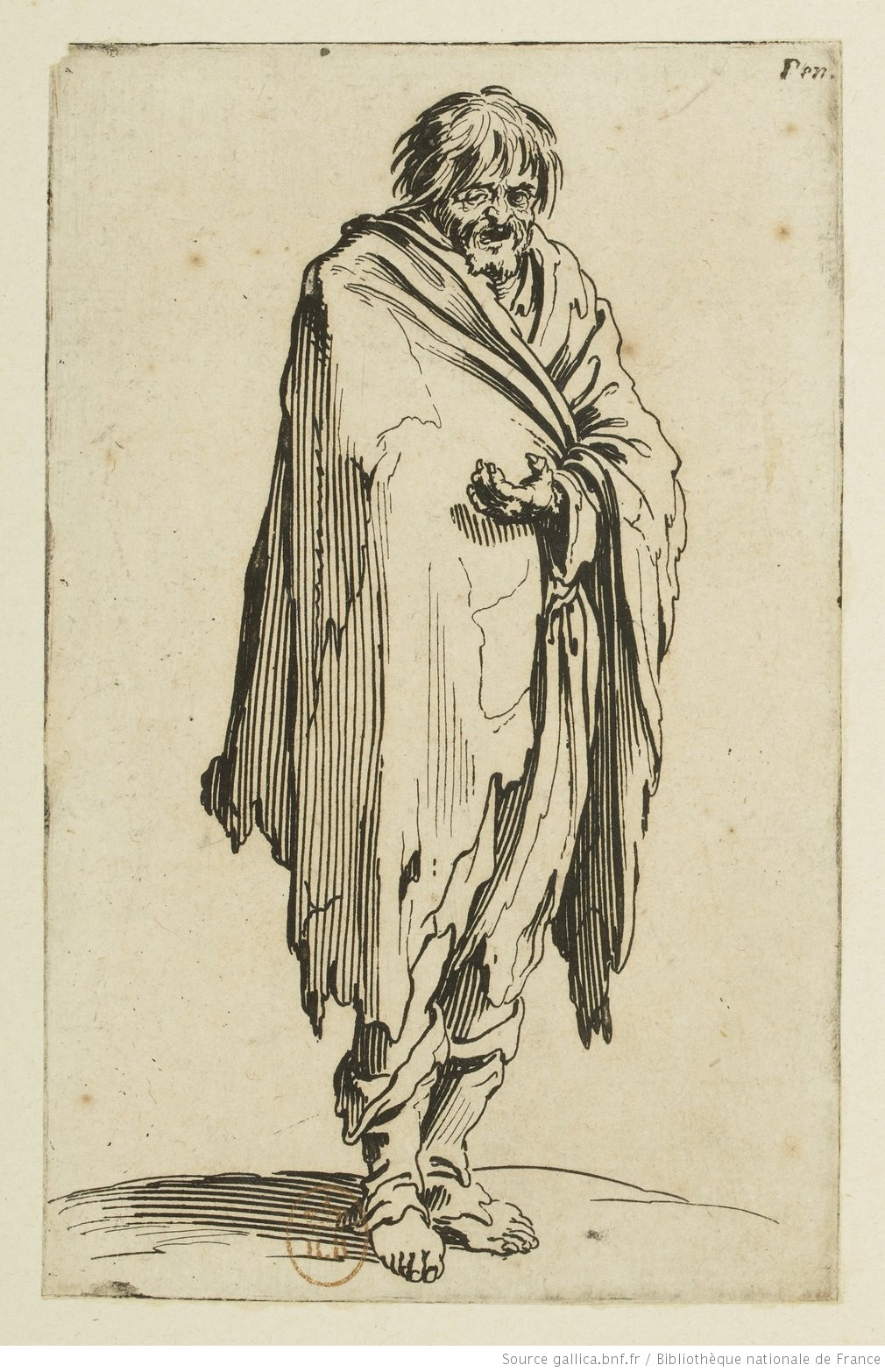
no 12 : Le mendiant à la tête découverte et aux pieds nus
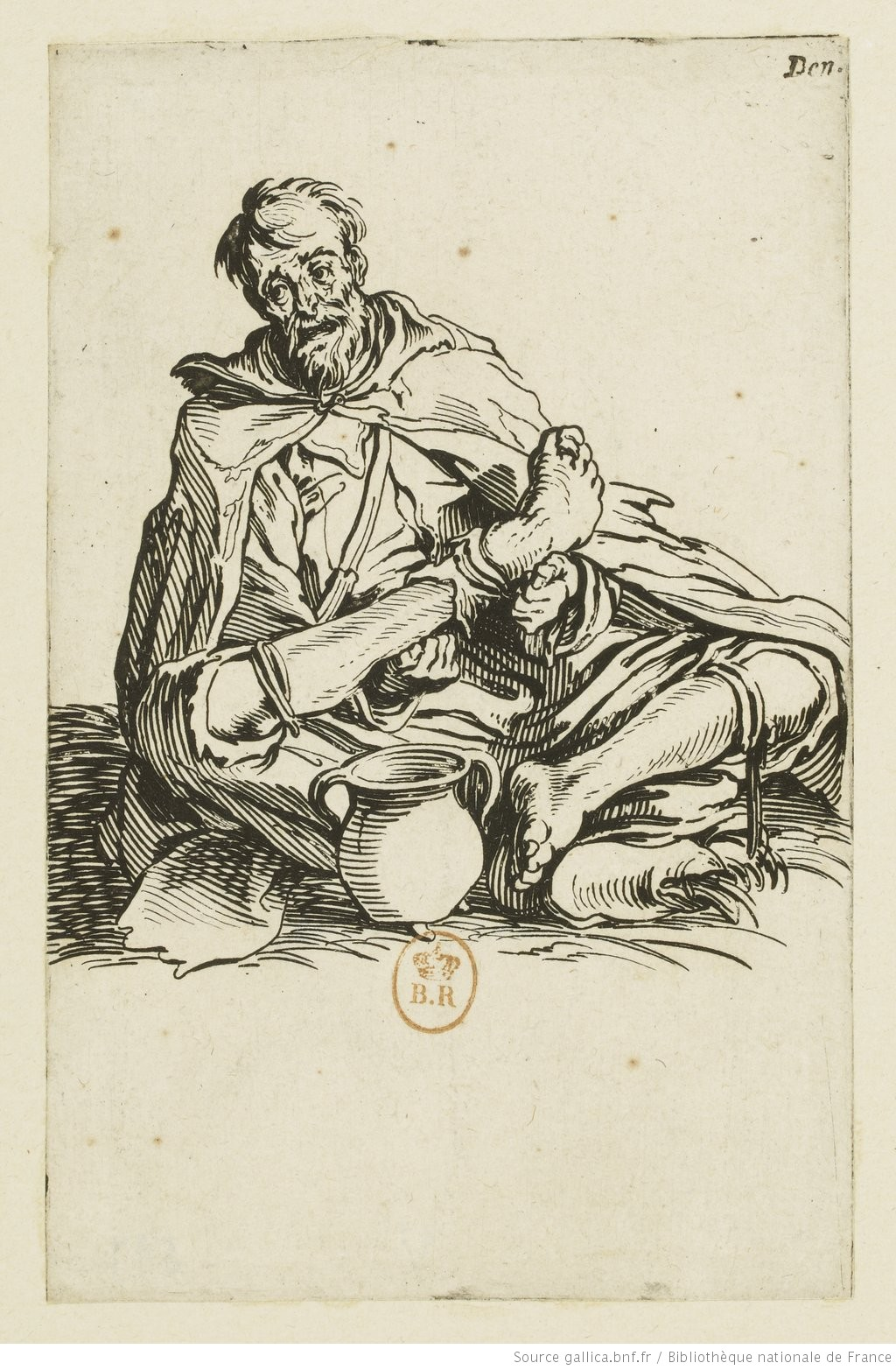
no 13 : Le malingreux
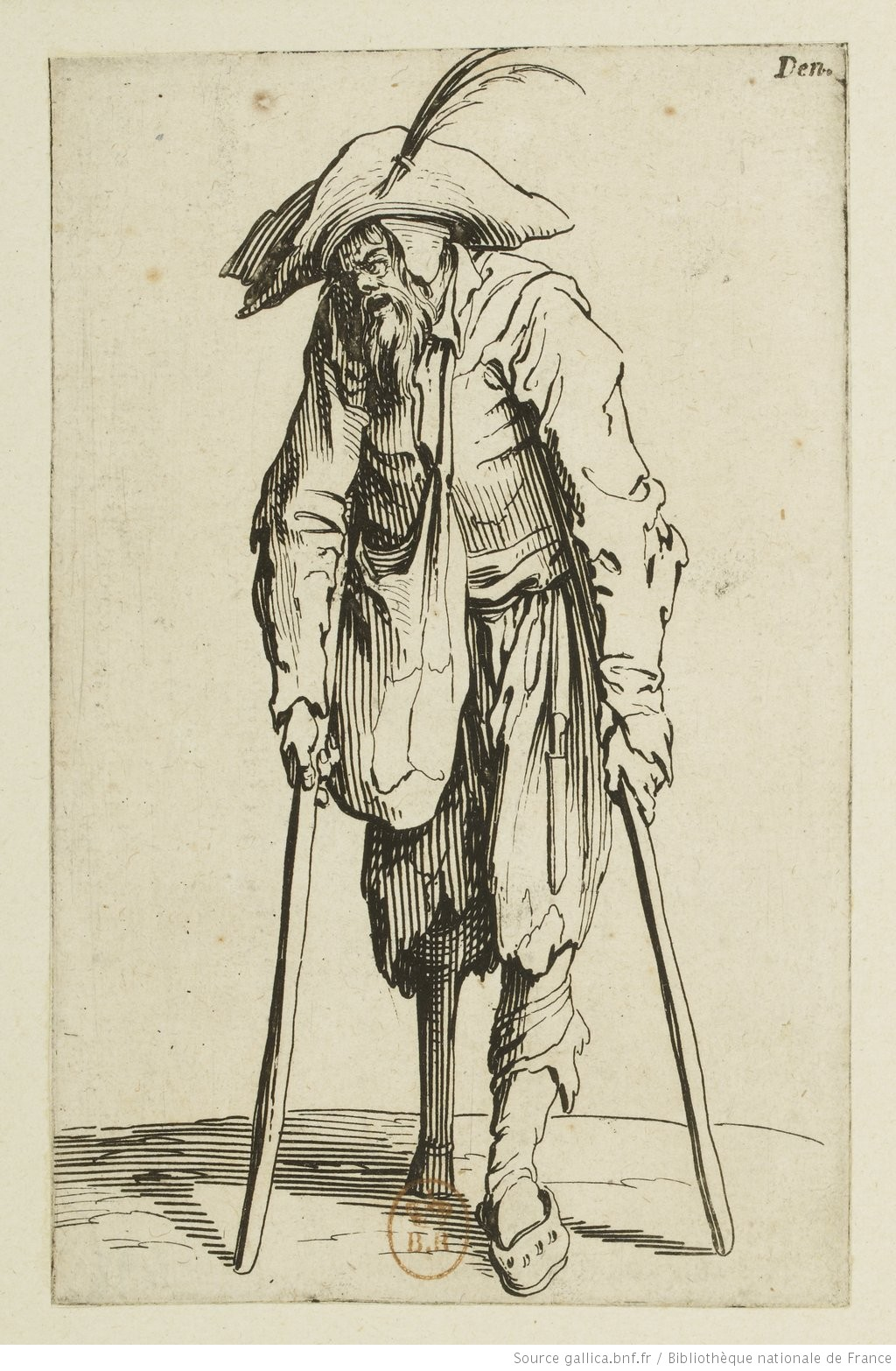
no 14 : Le mendiant à la jambe de bois
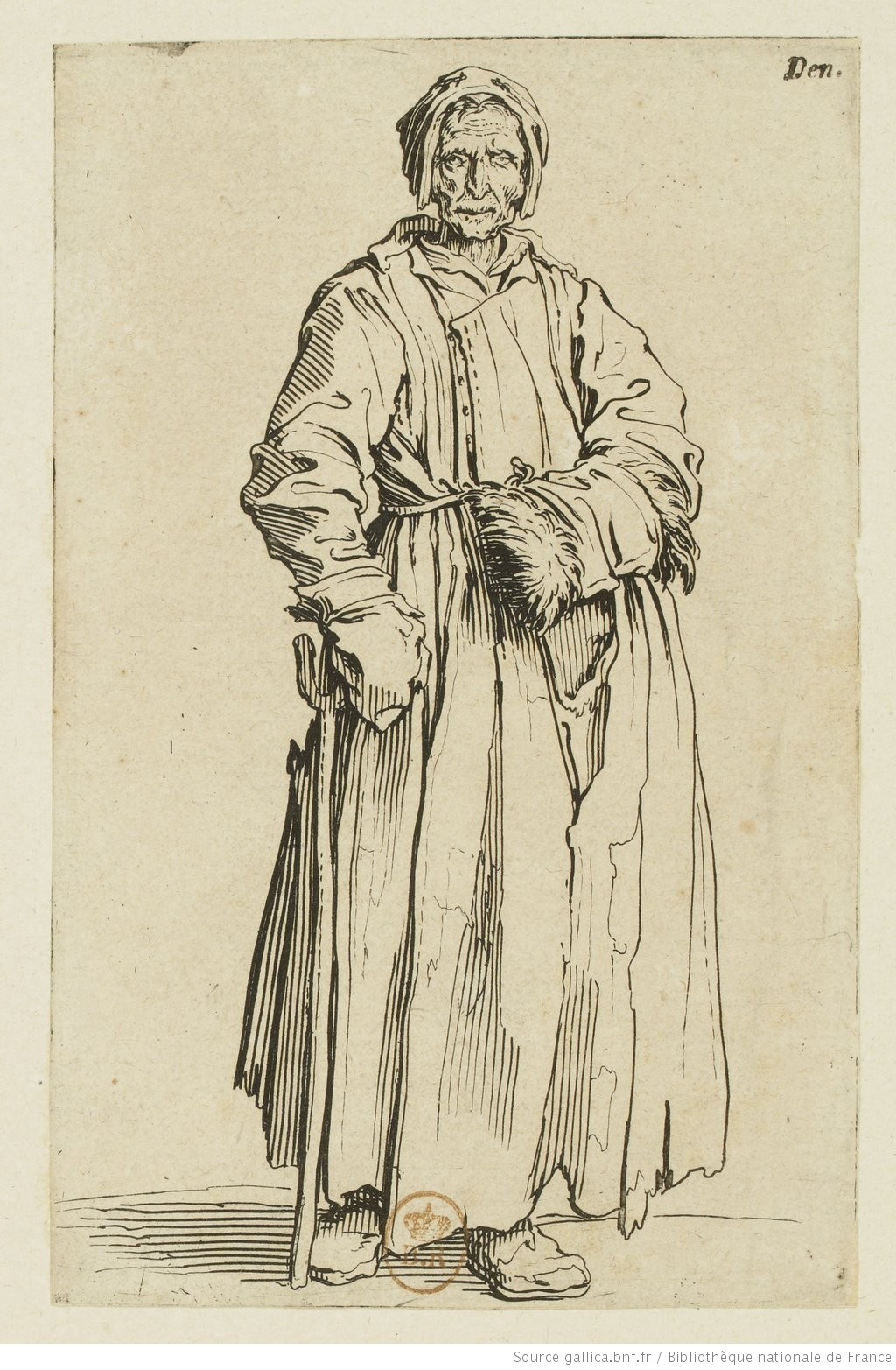
no 15 : La borgnesse
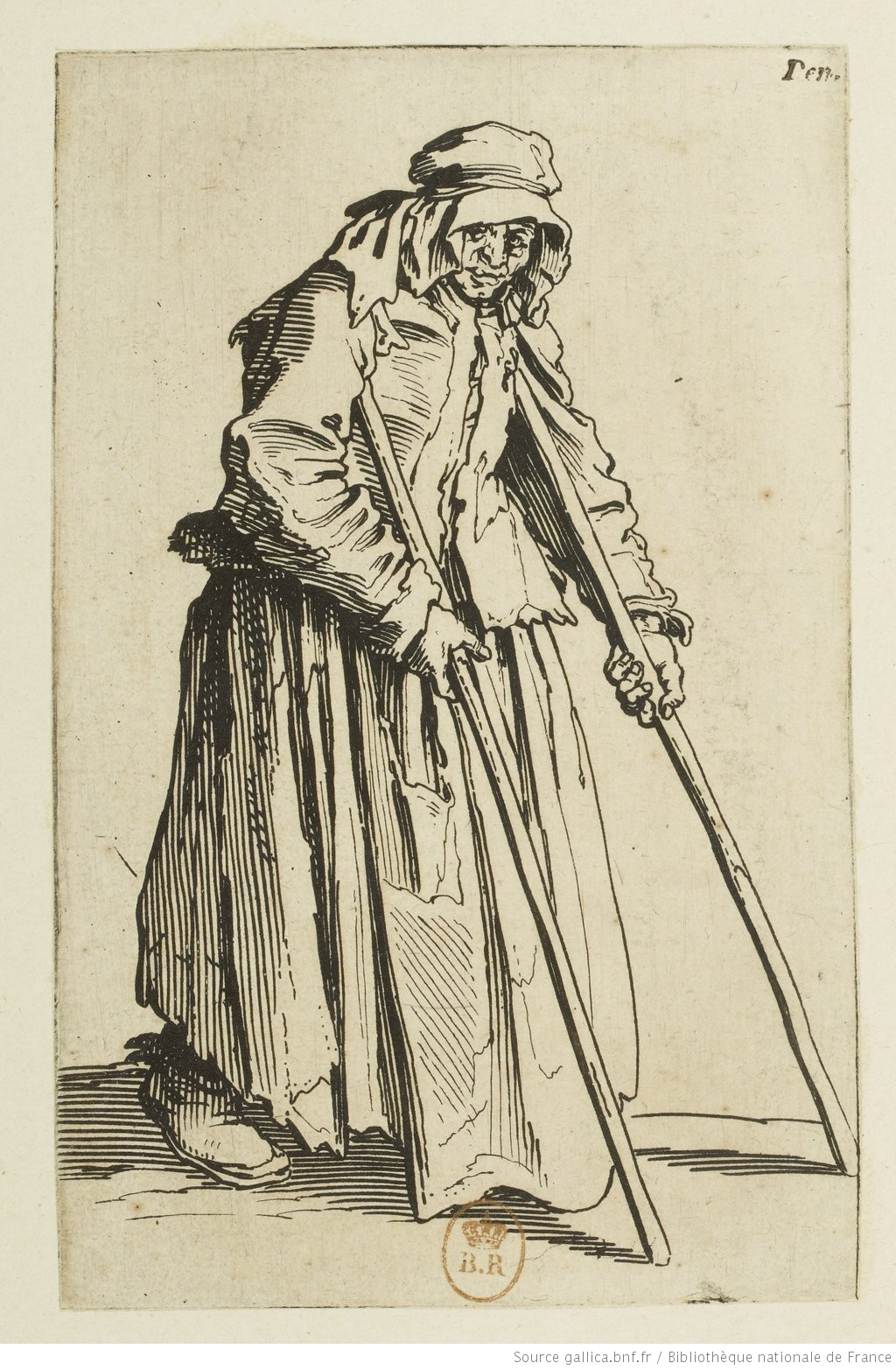
no 16 : La mendiante aux béquilles
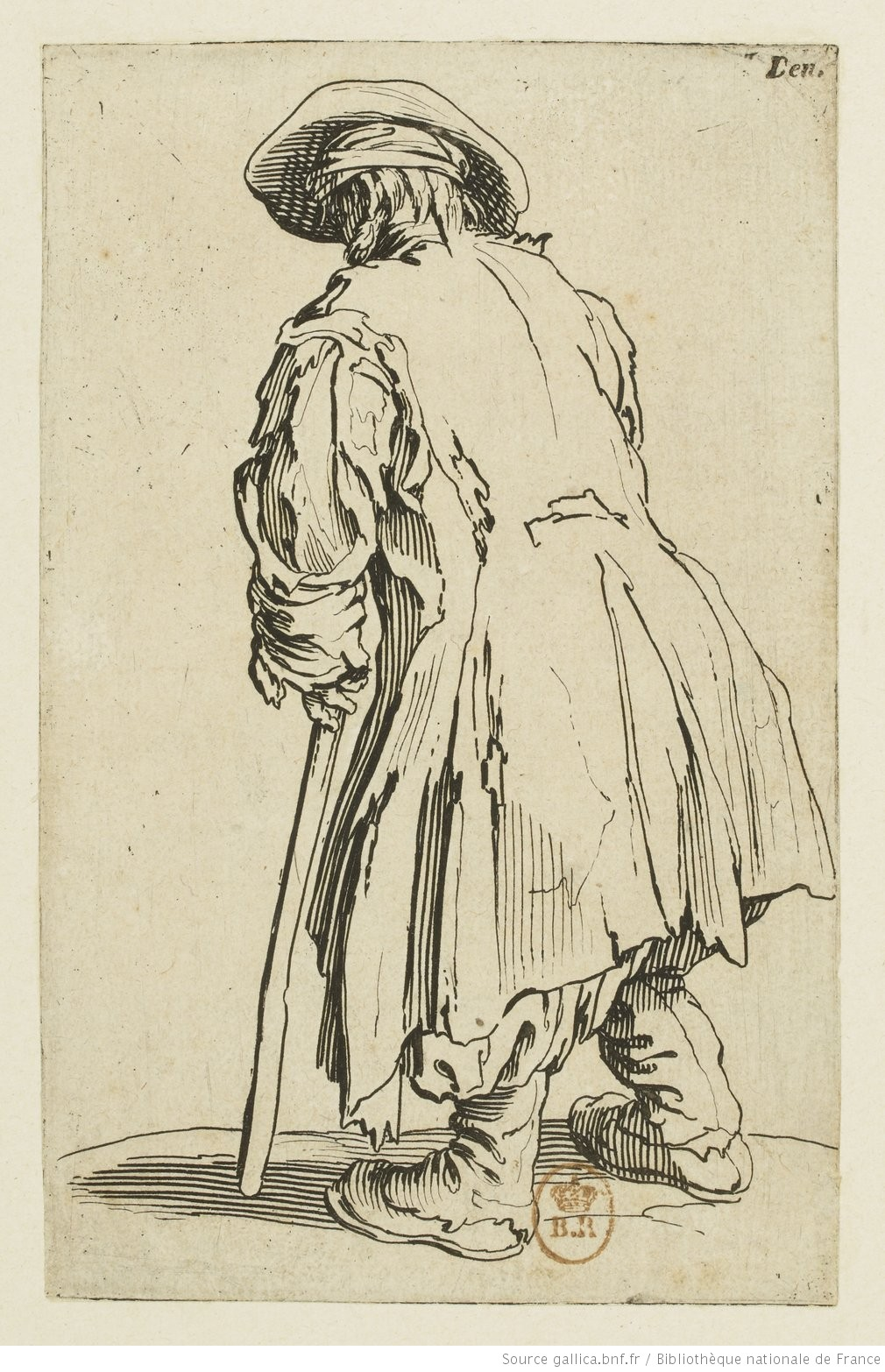
no 17 : Le vieux mendiant à une seule béquille
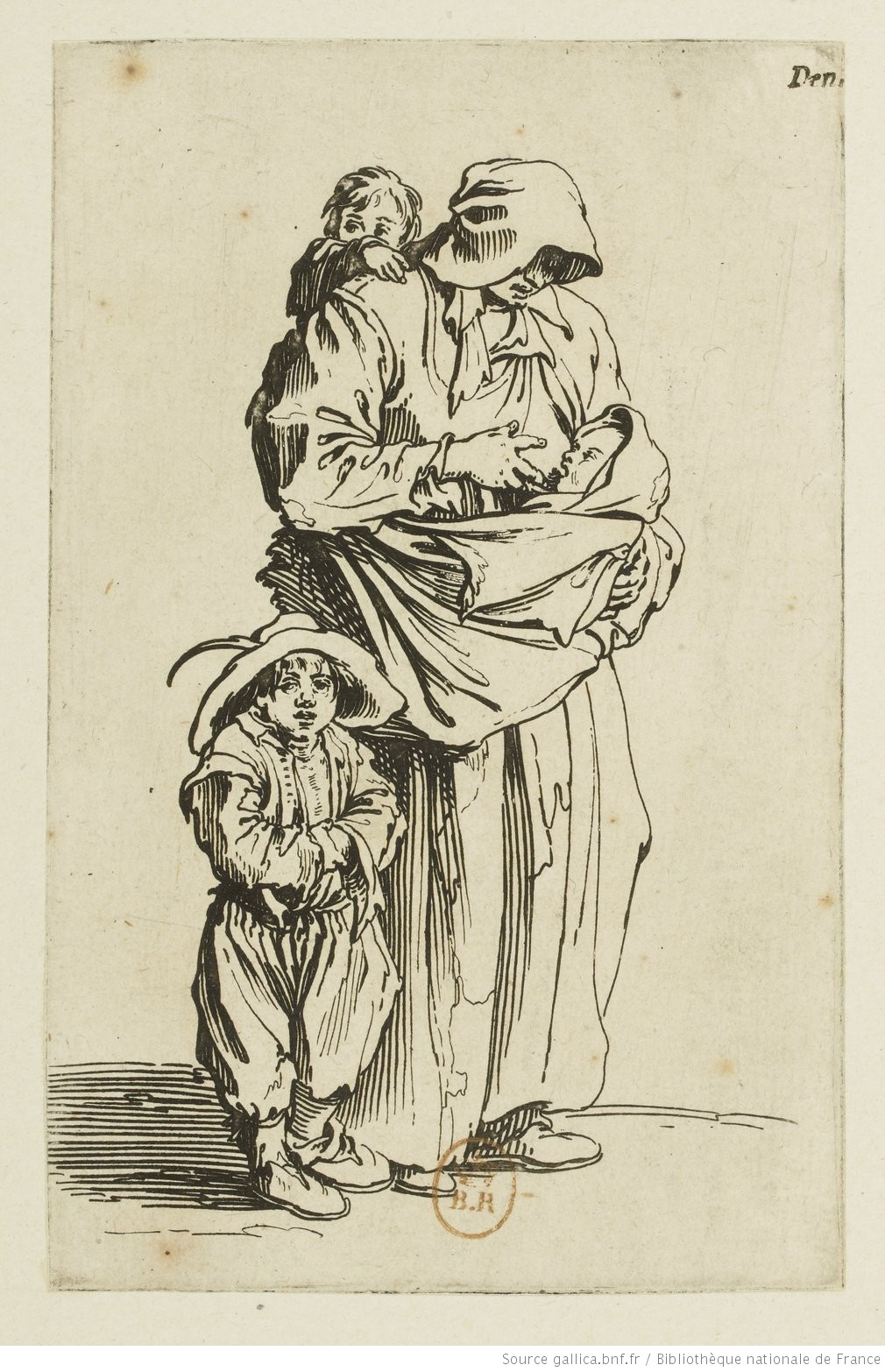
no 18 : La mère et ses trois enfants
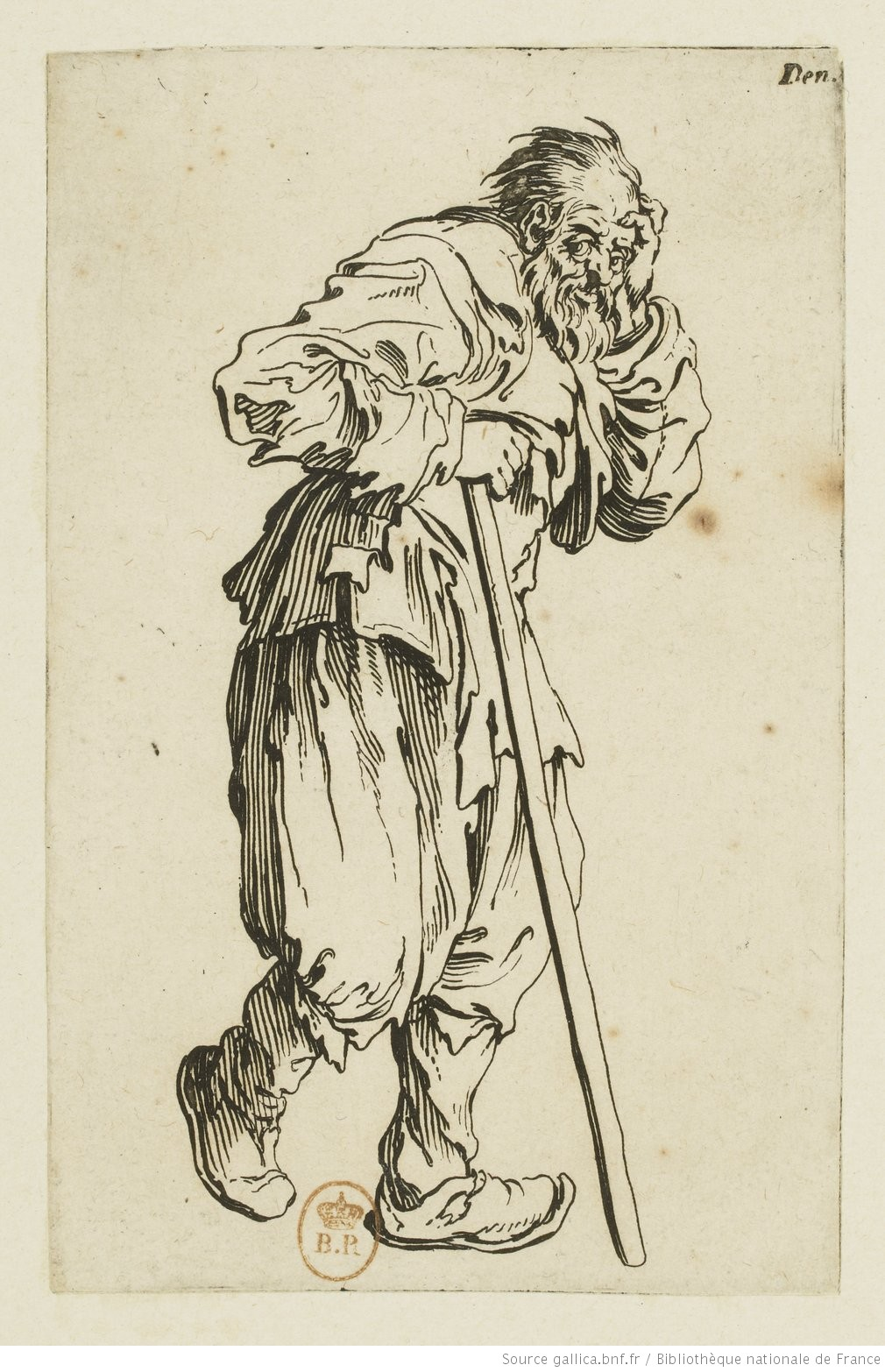
no 19 : Le gueux appuyé sur son bâton
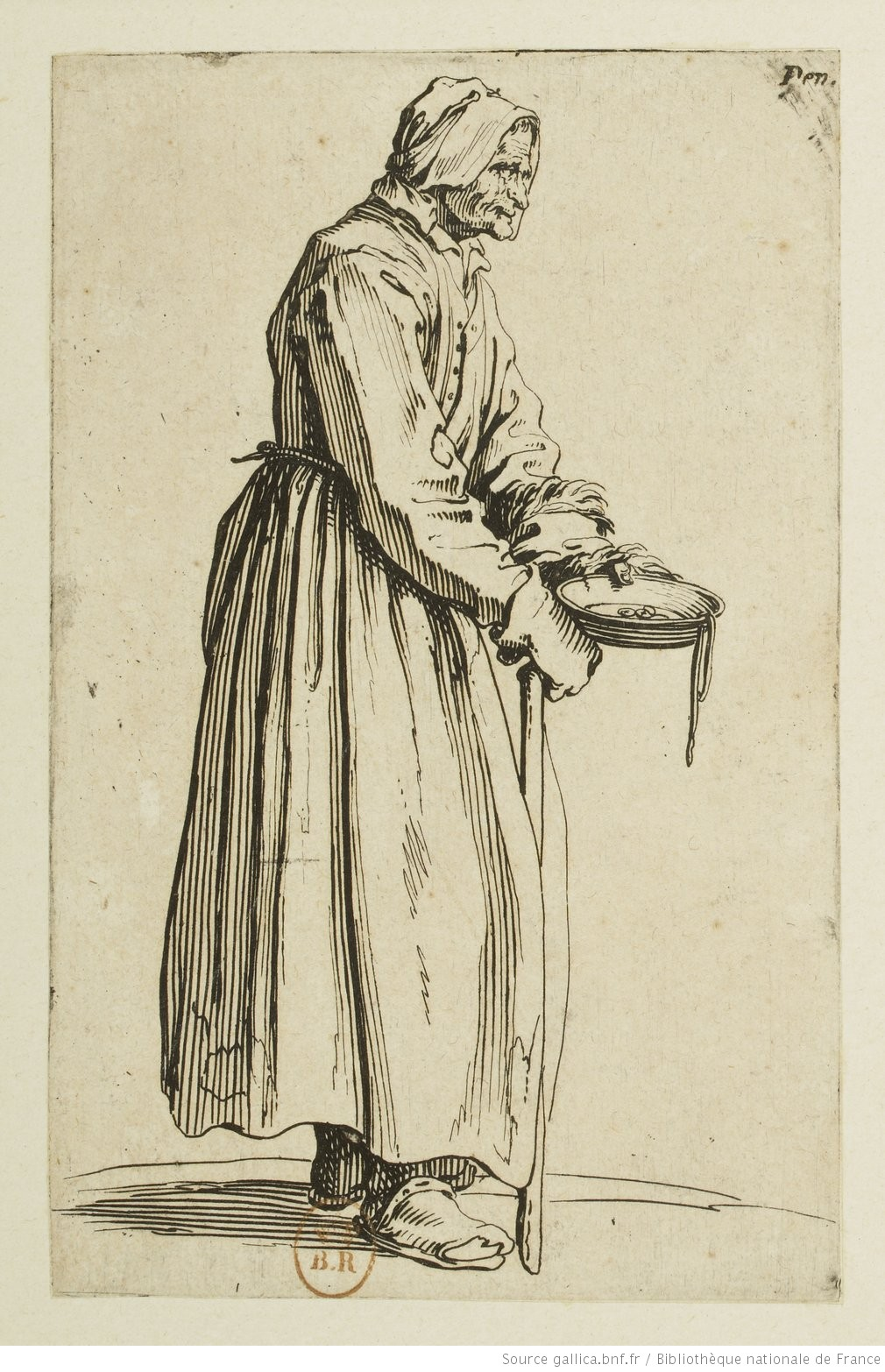
no 20 : La mendiante à la sébille
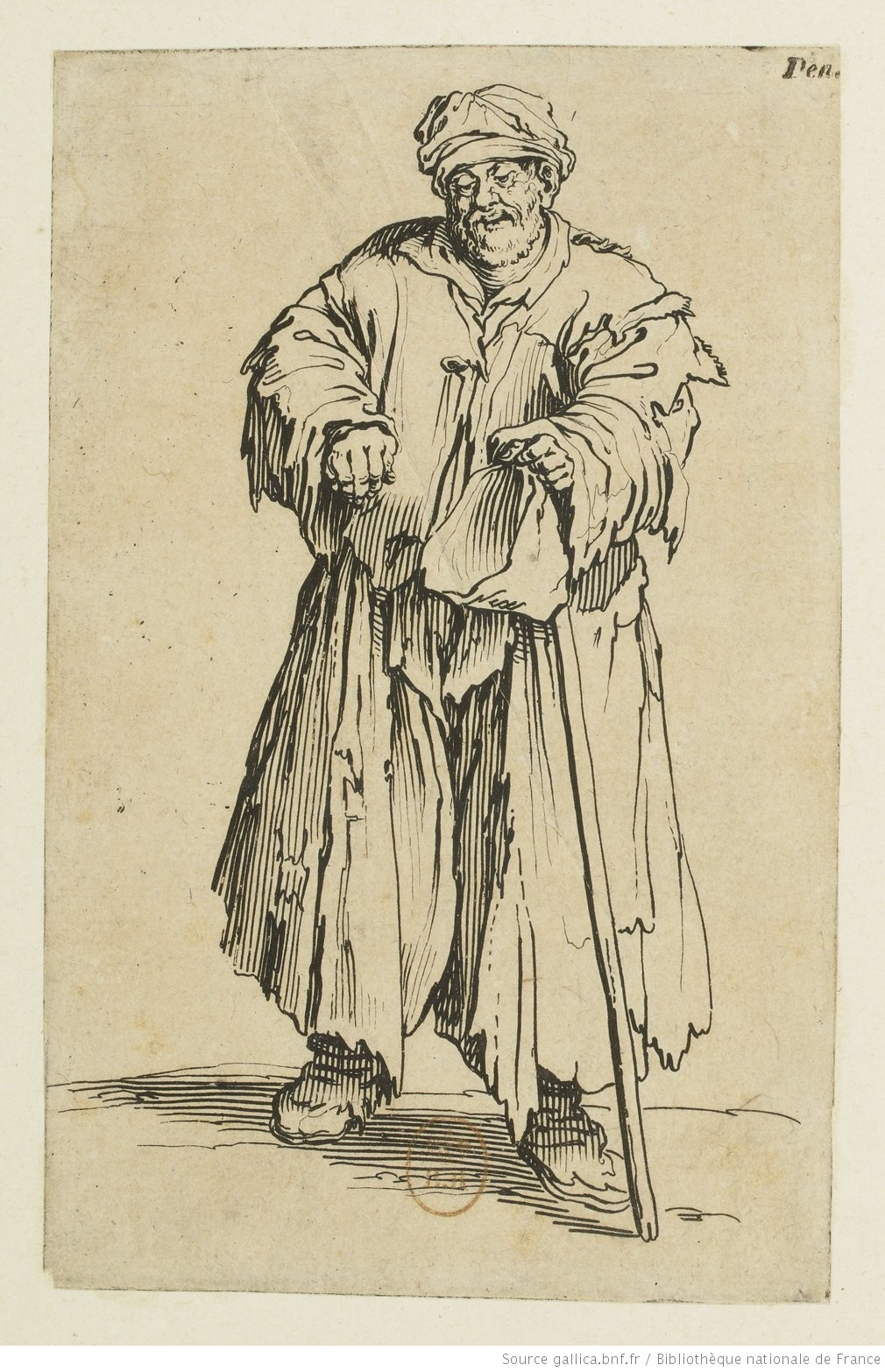
no 21 : Le mendiant obèse aux yeux baissés
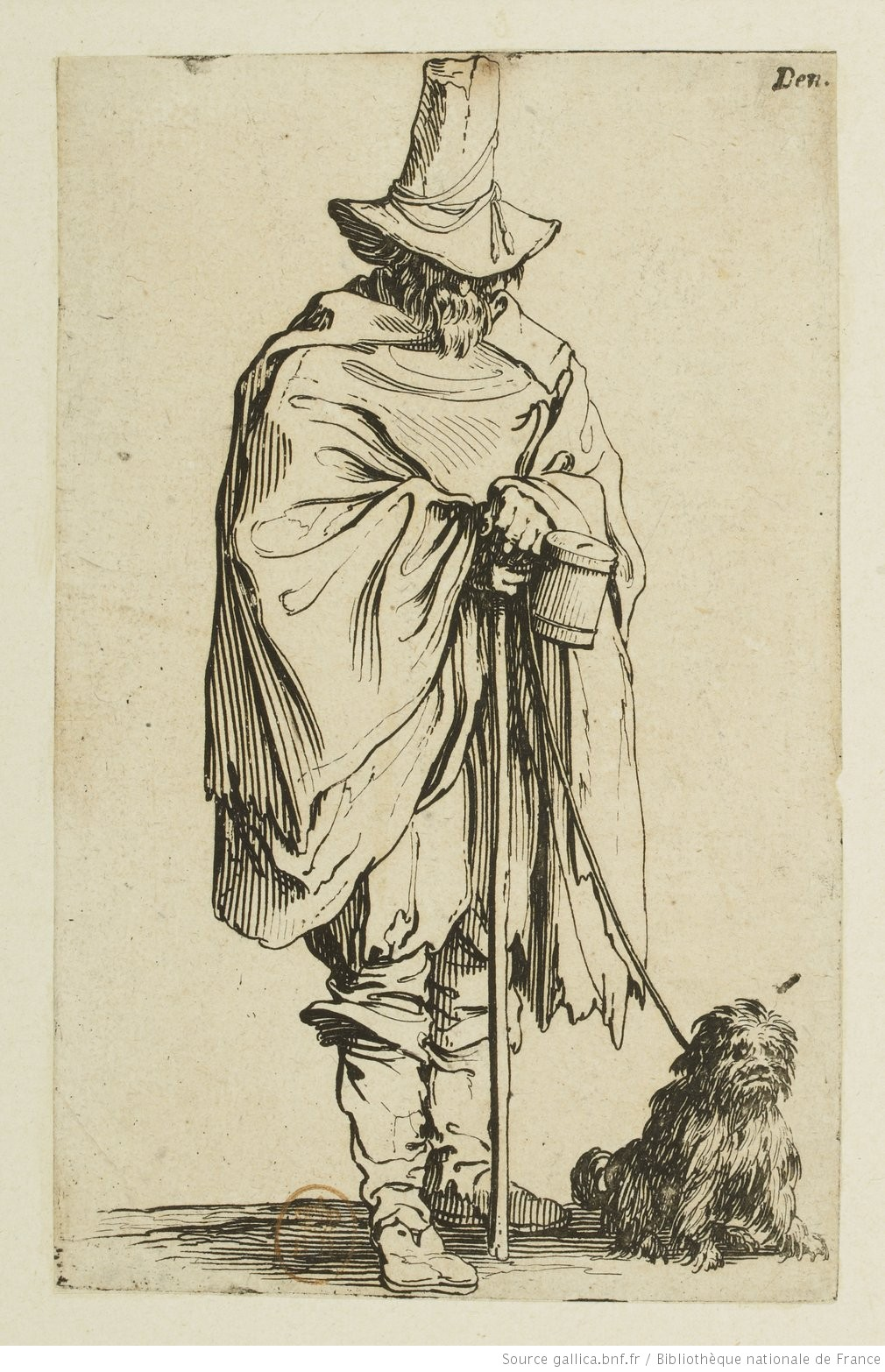
no 22 : L'aveugle et son chien
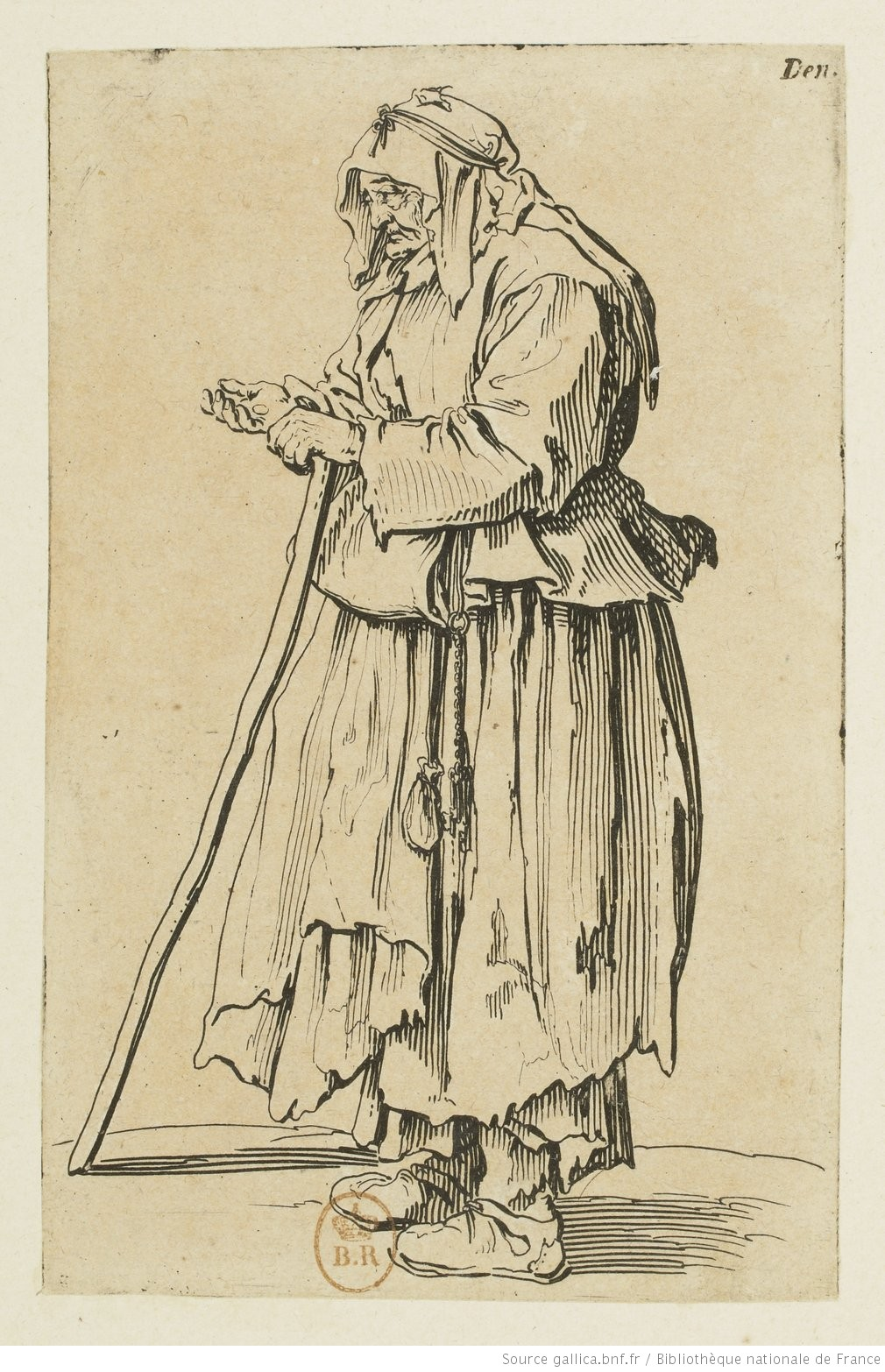
no 23 : La mendiante venant de recevoir la charité
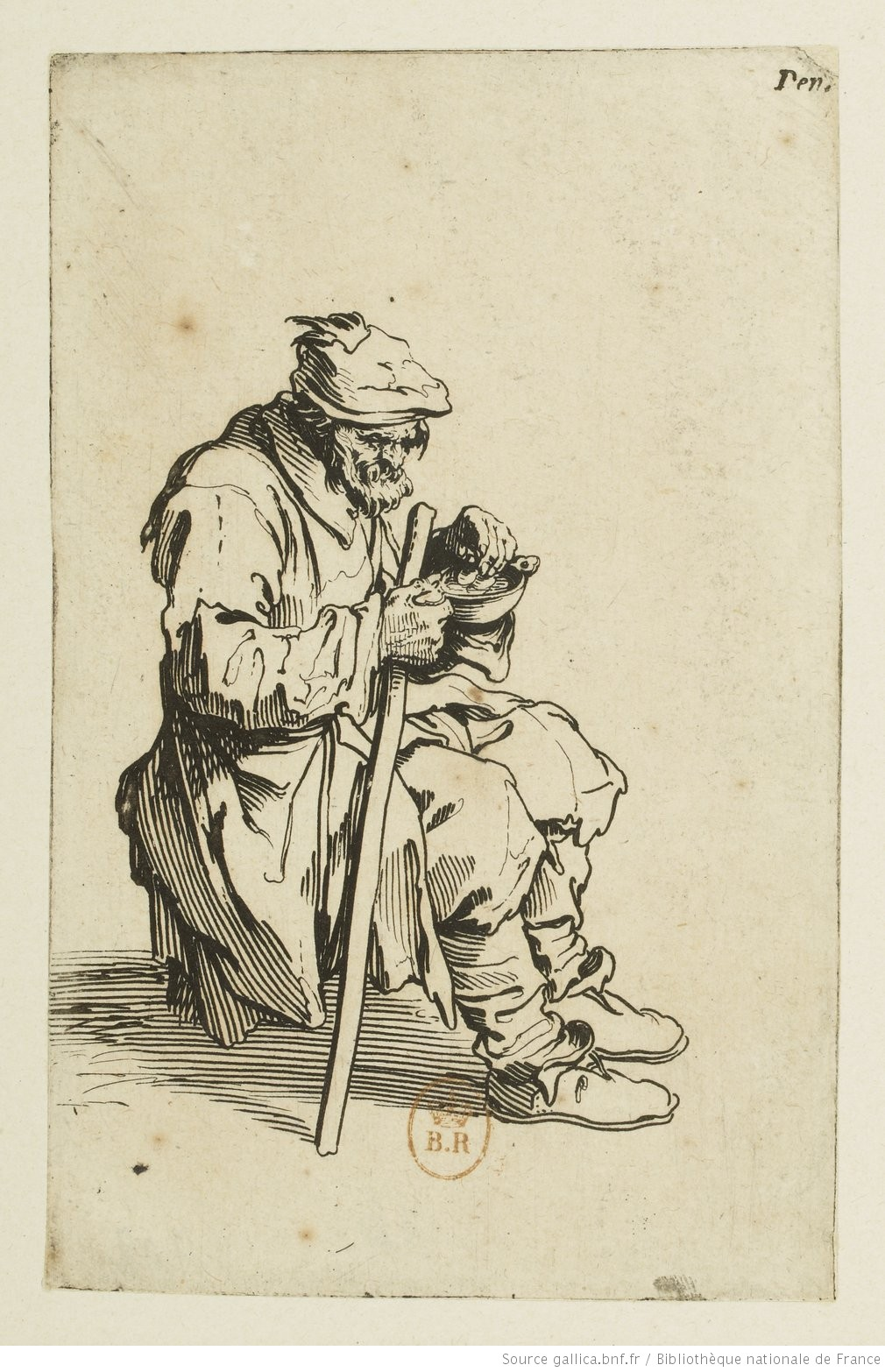
no 24 : Le gueux assis et mangeant
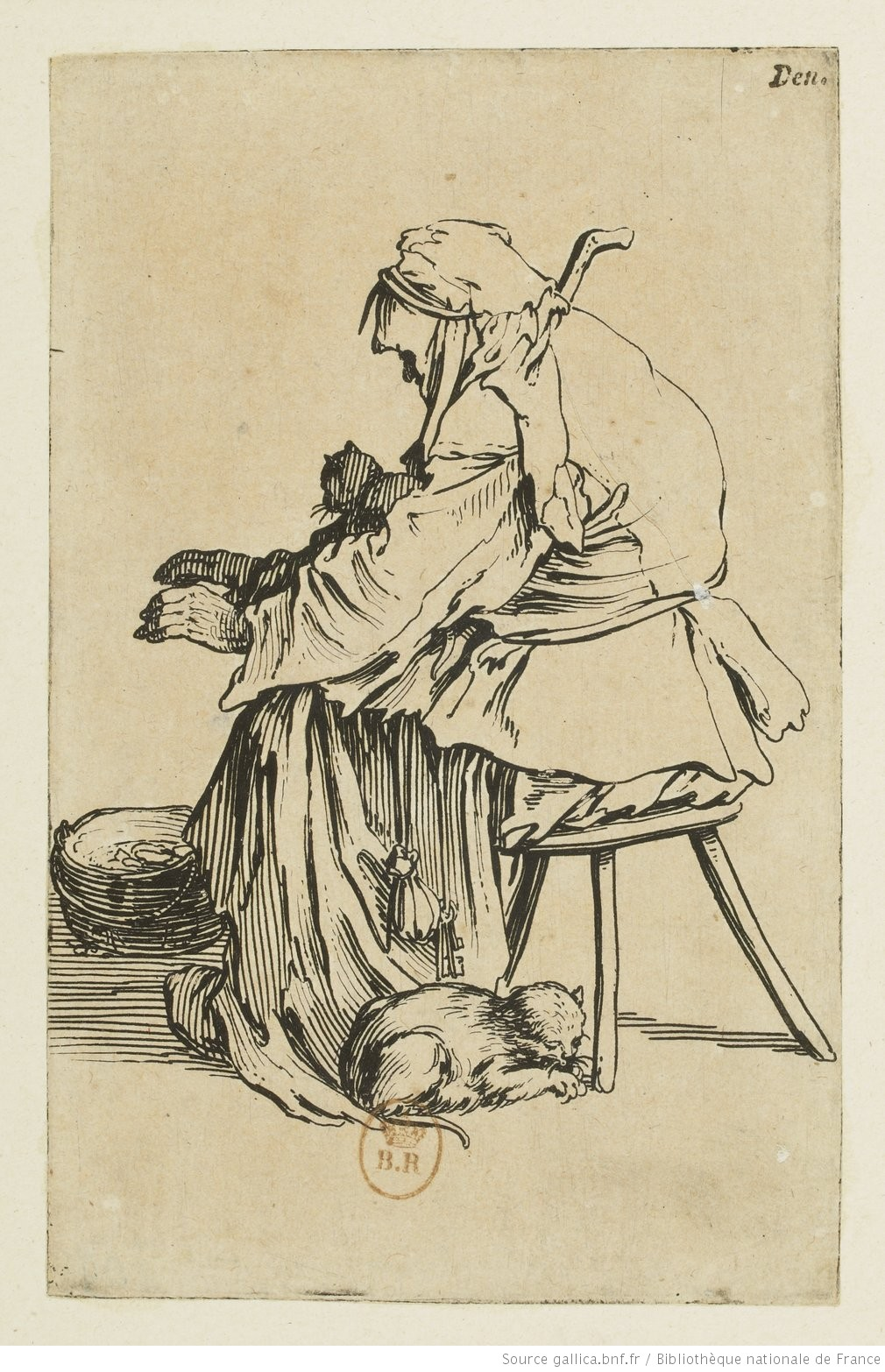
no 25 : La vieille aux chats

## Analyse
Jacques Callot (1582-1635) a réalisé lui-même les dessins servant de modèle, à la fin de son séjour à Florence, vers 1617, puis les a gravés à Nancy vers 1622-1623.
Alexandre-Pierre-François Robert-Dumesnil (1778-1864) possédait 12 dessins originaux (nos 4, 5, 6, 8, 12, 13, 15, 17, 18, 21, 22 et 23 ; Emmanuel Meaume pense que ces dessins, réalisés à la plume, sont inspirés des maîtres italiens.
Cette série est l'une des plus copiées et imitées de l’œuvre de Callot,, et Rembrandt, qui possédait une collection de gravures de Callot, en a été fortement inspiré pour ses mendiants,,.